# Воинское кладбище № 44 (Длуге)
 Памятник культуры Малопольского воеводства: регистрационный номер A-125/M.
Воинское кладбище № 44 — Длуге (пол. Cmentarz wojenny nr 44 - Długie) — воинское кладбище, находящееся в не существующем сегодня селе Длуге в гмине Усце-Горлицке, Горлицкий повят, Малопольское воеводство. Кладбище входит в группу Западногалицийских воинских захоронений времён Первой мировой войны. На кладбище похоронены австро-венгерские и российские военнослужащие, погибшие в апреле 1915 года, во время Первой мировой войны. Исторический памятник Малопольского воеводства (№ А-1254/М).

## История
Кладбище было построено Департаментом воинских захоронений К. и К. военной комендатуры в Кракове в 1915 году по проекту словацкого архитектора Душана Юрковича. На кладбище площадью 286 квадратных метра находится 5 братских и 8 индивидуальных могил, в которых похоронены 37 австро-венгерских и 207 русских солдат.
В 1998 году на кладбище производилась реставрация. После реставрации большинство могил оказалось за оградой современного кладбища.